# Stanisław Twardy
Stanisław Twardy, występujący również jako Stanisław Mareniusz (ok. 1532, zm. 16 września 1580 w Krakowie) – pochodzący z Marzenina profesor Akademii Krakowskiej.

## Życiorys
Urodził się w rodzinie chłopskiej. Uczył się w szkole parafialnej w Marzeninie. Następnie kształcił się w Akademii Lubrańskiego w Poznaniu. Około 1552 podjął studia filozoficzne na Akademii Krakowskiej. Został przyjęty w poczet Kolegium Minor, a w 1569 w poczet Kolegium Majoris.
W 1575 uzyskał tytuł bakałarza broniąc tezy o prymacie Piotra (cirra primarum Petri). W otrzymał tytuł adveriptar cvetai doctorum.
Był kanonikiem kościoła św. Floriana w Krakowie. Krasomówca, znał łacinę, grekę i język hebrajski. Pisał teksty modlitewne oraz poezję.
Zmarł w czasie epidemii 16 września 1580 w Krakowie. Został pochowany w kościele św. Floriana w Krakowie. Jego uczniowie oraz przyjaciele wznieśli mu nagrobek z wierszowanym epitafium, który jednak nie zachował się.